# Sclerogone eucalypti
Sclerogone eucalypti är en svampart som beskrevs av Warcup 1990. Sclerogone eucalypti ingår i släktet Sclerogone och familjen Endogonaceae.   Inga underarter finns listade i Catalogue of Life.